# Jan Smeekens (Eisschnellläufer)
Johannes Adrianus Albertus „Jan“ Smeekens (* 11. Februar 1987 in Raalte) ist ein ehemaliger niederländischer Eisschnellläufer, der sich auf die Sprintstrecken spezialisiert hatte. Er nahm an den Olympischen Winterspielen 2010 in Vancouver, den Olympischen Winterspielen 2014 in Sotschi und an den Olympischen Winterspielen 2018 in Pyeongchang teil.
Bei den Olympischen Winterspielen 2018 war er offizieller Fahnenträger der niederländischen Delegation in der Eröffnungszeremonie am 9. Februar 2018 im PyeongChang Olympic Stadium.

## Karriere

### Weltcup
Jan Smeekens debütierte am 26. November 2005 beim 3. Eisschnelllauf-Weltcup 2005/06 in Milwaukee über die 500 m Distanz. Insgesamt nahm er vom Jahr 2005 bis zum Jahr 2020 an den Eisschnelllauf-Weltcups teil und absolvierte seinen letzten offiziellen Wettkampf am 8. März 2020 in Heerenveen.
Den Eisschnelllauf-Weltcup 2012/13 über 500 m konnte er mit insgesamt 1130 Weltcup-Punkten gewinnen. In den beiden 500 m Läufen beim 1. Weltcup in Heerenveen belegte er am 17. November 2012 den 3. Platz und am 18. November 2012 den 2. Platz. Beim 2. Weltcup in Nagano belegte er nur am 9. Dezember 2012 mit Platz drei eine Podestplatzierung. Den 1. Lauf beim 3. Weltcup in Harbin am 15. Dezember 2012 gewann er und im 2. Lauf am 16. Dezember 2012 erreichte den 3. Platz. Danach gewann er alle sechs verbliebenen Wettkämpfe beim 4. Weltcup in Calgary am 19. und 20. Januar 2013, beim 5. Weltcup in Erfurt am 2. und 3. März 2013 und beim 6. Weltcup in Heerenveen am 8. und 10. März 2013 und somit den Gesamtsieg.

### Weltmeisterschaften
Bei den Junioren-Weltmeisterschaften 2005 in Moskau wurde Smeekens über die 2 × 500 m Distanz am 12. Dezember 2004 U23-Weltmeister mit einer Gesamtwertung von 72,35 s. Dieses Ergebnis stellt den nationalen Rekord der Niederlande im Juniorenbereich dar und ist gleichzeitig der Streckenrekord für Junioren und Senioren in Moskau.
An den 13. Einzelstreckenweltmeisterschaften 2011 am 13. März 2011 in Inzell nahm Smeekens erfolgreich teil. Er gewann nach den beiden Läufen über 500 m in der Max Aicher Arena die Bronzemedaille mit einer Gesamtwertung von 69,43 s.
Bei den 15. Einzelstreckenweltmeisterschaften 2013 in Sotschi am 24. März 2013 in der Adler Arena gewann Smeekens seine zweite Bronzemedaille über 2 × 500 m bei Weltmeisterschaften. Er erreichte eine Gesamtwertung von 69,860 s aus den beiden Läufen.
Seinen größten Erfolg konnte Jan Smeekens bei der 18. Eisschnelllauf-Einzelstreckenweltmeisterschaften 2017 in Gangneung am 10. Februar 2017 feiern. Bei diesem Wettkampf über die 500 m Distanz wurde von ihm ein neuer Streckenrekord und seine Saisonbestzeit in 34,58 s aufgestellt. Er wurde neuer Weltmeister vor Nico Ihle und Ruslan Murashov auf den Plätzen zwei und drei.

### Olympische Winterspiele
Bei den Olympischen Winterspielen 2010 in Vancouver gehörte Jan Smeekens zum niederländischen Aufgebot im Eisschnelllauf. Er absolvierte den olympischen Wettkampf über die Distanz von 2 × 500 m am 15. Februar 2010 im Richmond Olympic Oval und belegte den 6. Platz von 39 teilnehmenden Eisschnellläufern mit einer Gesamtwertung von 70,211 s.
Seine zweite Teilnahme an Olympischen Winterspielen war im Jahr 2014 in Sotschi. Dort gehörte Smeekens erneut zum niederländischen Aufgebot im Eisschnelllauf. Den olympischen Wettkampf über die Distanz von 2 × 500 m absolvierte er am 10. Februar 2014 in der Adler Arena und erreichte den 2. Platz von 40 teilnehmenden Eisschnellläufern mit einer Gesamtwertung von 69,324 s hinter dem Olympiasieger Michel Mulder und vor Ronald Mulder beim niederländischen dreifach Triumph. Nach dem ersten Wertungslauf lag Smeekens noch auf Platz 1 bei einer Laufzeit von 34,59 s und konnte mit der dritt schnellsten Laufzeit mit 34,725 s im zweiten Durchgang den Gewinn der Silbermedaille feiern.
Seine letzte Teilnahme an Olympischen Winterspielen war im Jahr 2018 in Pyeongchang, bei denen er als Fahnenträger bei der Eröffnungsveranstaltung für die Niederlande teilnahm. Smeekens gehörte zum dritten Mal zum niederländischen Aufgebot im Eisschnelllauf. Am 19. Februar 2018 um 20:53 Uhr begann der olympische Wettkampf über die Distanz von 500 m im Gangneung Oval mit 36 teilnehmenden Eisschnellläufern. Er konnte nach einer durchschnittlichen Startzeit von 9,74 s nach 100 m am Ende eine Zeit von 34,93 s erreichen und belegte den 10. Platz in der Gesamtwertung.

## Nationale Rekorde
Jan Smeekens ist Rekordhalter für die Niederlande in der Disziplin Teamsprint mit einer Gesamtzeit von 1:20,55 min die beim 6. Eisschnelllauf-Weltcup am 12. März 2017 in Stavanger aufgestellt wurde. Diese Laufzeit, die zusammen mit Ronald Mulder und Kai Verbij erreicht wurde, stellt gleichzeitig den aktuellen Streckenrekord dar.
Einen weiteren nationalen Rekord stellte er am 19. Januar 2013 beim 6. Eisschnelllauf-Weltcup 2012/13 in Calgary über die 500 m Distanz mit einer Laufzeit von 34,32 s auf. Mit dieser neuen nationalen Rekordzeit egalisierte er den von ihm ein Jahr zuvor am 21. Januar 2012 aufgestellten nationalen Rekord beim 4. Eisschnelllauf-Weltcup 2011/12 von 34,40 s.
Über seine Paradestrecke 2 × 500 m wurde von Smeekens zudem der nationale Rekord mit einer Gesamtwertung von 69,310 s am 13. März 2011 in Inzell bei den Eisschnelllauf-Einzelstreckenweltmeisterschaften 2011 aufgestellt.

## Persönliche Bestzeiten
| Strecke     | Zeit        | Datum             | Ort       |
| ----------- | ----------- | ----------------- | --------- |
| 100 m       | 9,69 s      | 14. Februar 2009  | Enschede  |
| 300 m       | 22,78 s     | 14. Februar 2009  | Enschede  |
| 500 m       | 34,32 s     | 19. Januar 2013   | Calgary   |
| 700 m       | 1:07,94 min | 31. Dezember 1999 | Groningen |
| 1000 m      | 1:08,89 min | 13. März 2007     | Calgary   |
| 1500 m      | 1:48,44 min | 15. März 2007     | Calgary   |
| 3000 m      | 4:05,18 min | 21. Januar 2006   | Erfurt    |
| 5000 m      | 7:23,36 min | 4. Februar 2005   | Assen     |
| Team-Sprint | 1:20,55 min | 12. März 2017     | Stavanger |